# Щёлковская волость
Щёлковская волость — волость в составе Богородского и Московского уездов Московской губернии. Существовала в 1919—1929 годах. Центром волости была деревня (с 1925 года — город) Щёлково.
Волость была образована 17 мая 1919 года путём слияния Гребневской (селения Амерево, Байбаки, Богослово, Васильевское, Гребнево, Громково, Камшиловка, Кожино, Комягино, Корягино, Костюнино, Кузьминки, Литвиново, Мальцево, Мизиново, Набережная, Назимиха, Невзорово, Новая, Новосёлки, Образцово, Орлово, Потапово-1, Потапово-2, Райки, Сабурово, Слобода, Топорково, Трубино, Турабьево, Улиткино, Фрязино, Хомутово, Чижово, Щёлково (деревня), Щёлково (посёлок 1-й) и Щёлково (посёлок 2-й)) и Осеевской (селения Алмазово, Анискино, Глинки, Городище, Жарково, Жегалово, Жеребцы, Кишкино, Корпуса, Ледово, Леониха, Медвежьи Озёра, Митянино, Моносеево, Назарово, Никифорово, Новинки, Орловка, Осеево, Петровская Слобода, Родинки, Савинки, Серково, Ситьково, Соколово, Солнцево, Хотово, Чудинки, Шевёлкино и Шолохово) волостей Богородского уезда. Первоначально в неё входило 47 сельсоветов: Амеревский, Анискинский, Богословский, Васильевский, Городищенский, Громковский, Жаркозский, Жегаловский, Жеребцовский, Кожинский, Комягинский, Корпусовский, Корякинский, Леонихский, Мальцевский, Медвежье-Озерский, Мизиновский, Митянинский, Моносеевский, Набарежненский, Невзоровский, Никифоровский, Новинский, Новский, Новоселковский, Ново-Слободский, Образцовский, Орловский I, Орловский II, Осеевский, Петрово-Лосинский, Потаповский, Райковский, Сабуровский, Саввинский, Серковский, Соколовский, Старо-Слободский, Топорковский, Турабьевский, Улиткинский, Фрязинский, Хомутовский, Хотовский, Чижевский, Шевелкинский, Щёлковский.
В состав новообразованной волости вошли селения Алмазово, Амерево, Анискино, Байбаки, Богослово, Васильевское, Глинки, Гребнево, Громково, Городище, Жарково, Жегалово, Жеребцы, Камшиловка, Кишкино, Кожино, Комягино, Корпуса, Корягино, Костюнино, Кузьминки, Ледово, Леониха, Литвиново, Мальцево, Медвежьи Озёра, Мизиново, Митянино, Моносеево, Набережная, Назарово, Назимиха, Невзорово, Никифорово, Новая, Новинки, Новосёлки, Образцово, Орловка, Орлово, Осеево, Петровская Слобода, Потапово-1, Потапово-2, Райки, Родинки, Сабурово, Савинки, Серково, Ситьково, Слобода, Соколово, Солнцево, Топорково, Трубино, Турабьево, Улиткино, Фрязино, Хомутово, Хотово, Чижово, Чудинки, Шевёлкино, Шолохово, Щёлково (деревня), Щёлково (посёлок 1-й) и Щёлково (посёлок 2-й).
9 декабря 1921 года Щёлковская волость была передана в Московский уезд.
К 1924 году в Щёлковской волости осталось 20 сельсоветов: Амеревский, Анискинский, Богословский, Городищенский, Жегаловский, Лосино-Петровский, Мальцевский, Медвежье-Озерский, Мизиновский, Никифоровский, Новинковский, Новоселковский, Новский, Осеевский, Потаповский, Трубинский, Улиткинский, Хотовский, Чижовский, Щёлковский.
В 1925 году был упразднён Чижовский с/с, а Новский был переименован в Гребневский. 23 ноября 1925 года из части Амеревского с/с были образованы Кожинский и Потаповский I с/с, из Анискинского — Жаровский, из Богословского — Орловский и Сабуровский, из Городищенского — Митянинский, из Жегаловского — Серковский, из восстановленного Чижовского — Фрязинский, из Гребневского — Старо-Слободский, из Новинковского — Корпусовский, из Мальцевского — Образцовский, из Медвежье-Озёрского — Жеребцовский, из Никифоровского — Соколовский, из Новоселковского — Комягинский, из Потаповского — Набережновский и Хомутовский, из Улиткинского — Топорковский, из Трубинского — Назимовский.
В 1929 году Лосино-Петровский сельсовет был преобразован в поселковый совет.
В ходе реформы административно-территориального деления СССР в 1929 году Щёлковская волость была упразднена. Почти вся её территория вошла в состав Щёлковского района Московского округа Московской области, исключение составили несколько селений Комягинского сельсовета, переданных Пушкинскому району.